# Buffalo (KwaZulu-Natal)
Il Buffalo (in zulu Mzinyathi o uMzinyathi, in afrikaans Buffelsriver) è un fiume del Sudafrica orientale, sito nella provincia del KwaZulu-Natal e affluente del fiume Tugela.

## Storia
Durante tutta la storia moderna del Sudafrica il Buffalo è stato teatro degli scontri tra i colonizzatori europei e le popolazioni africane autoctone, segnatamente gli zulu. Soprattutto durante il XIX secolo, con l'espansione boera prima e britannica poi, il corso del fiume e le sue immediate vicinanze sono stati testimoni di molte decisive battaglie, in particolare la battaglia di Blood River tra zulu e boeri (1838), le battaglie di Isandlwana e Rorke's Drift tra zulu e britannici (1879) e la battaglia di Majuba Hill tra inglesi e boeri (1881).
Il corso del Buffalo, data la sua posizione sulla frontiera, ha costituito inoltre per secoli il confine tra le entità politiche locali, specialmente la Colonia del Natal, il Regno Zulu e le repubbliche boere.

## Geografia
Il Buffalo nasce a Majuba Hill (in zulu "collina delle colombe"), sui Monti dei Draghi, e prosegue attraverso il veld sudafricano in direzione sud per 426 km, attraversando tutto il KwaZulu-Natal e sfociando infine come tributario nel Tugela. Le rive del Buffalo sono in genere rocciose, scoscese e difficilmente praticabili, e solo in pochi punti il corso d'acqua si presta ad essere attraversato; storicamente il guado principale sul Buffalo si trova a Rorke's Drift, dove venne combattuta l'omonima battaglia del 1879. Numerosi altri fiumi sono tributari del Buffalo, tra cui il Blood River ("fiume di sangue"), a cui l'omonima battaglia del 1838 diede il nome.
Data l'impetuosità delle sue acque il fiume non è navigabile, ma si presta per fare rafting e altre attività ricreative.